# Von Scherff

Von Scherff is een uit Rastenberg afkomstig geslacht waarvan leden sinds 1838 tot de Nederlandse adel behoren en welke Nederlandse adellijke tak in 1941 uitstierf.

## Geschiedenis
De stamreeks begint met Zacharias Scherff die apotheker was te Rastenberg en voor 1710 overleed. In 1824 werd de diplomaat Friedrich Wilhelm Scherff (1789-1869) verheven in de adel van Saksen. In 1827 werd hij genaturaliseerd tot Nederlander en werd diplomaat namens Luxemburg. Bij Koninklijk Besluit van 18 augustus 1838 werd hij ingelijfd in de Nederlandse adel; met een kleindochter van hem stierf het geslacht in 1941 uit.